# Beinn Narnain
Der Beinn Narnain (auch Ben Narnain) ist ein 926 m (3.038 ft) hoher Berg in Schottland. Sein gälischer Name bedeutet ungefähr Schartiger Berg oder Zerklüfteter Berg. Der Berg ist einer von vier Munros in den Arrochar Alps. Diese Berggruppe liegt zwischen dem nördlichen Ende von Loch Long und dem Westufer von Loch Lomond in den südlichen Highlands im Loch Lomond and the Trossachs National Park. Das Gestein ist überwiegend Glimmerschiefer.

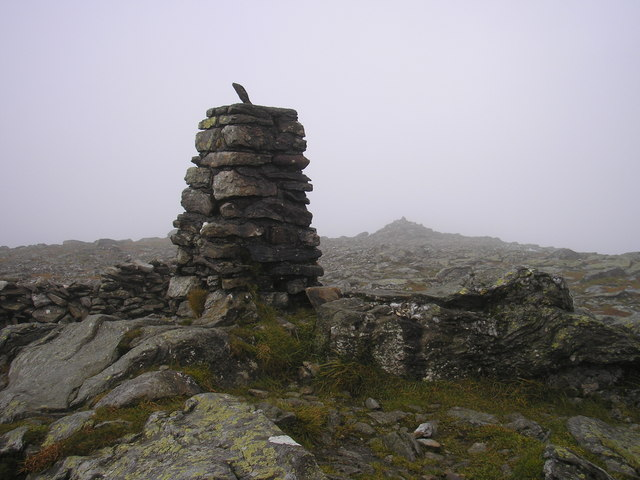
Der Gipfel des Beinn Narnain

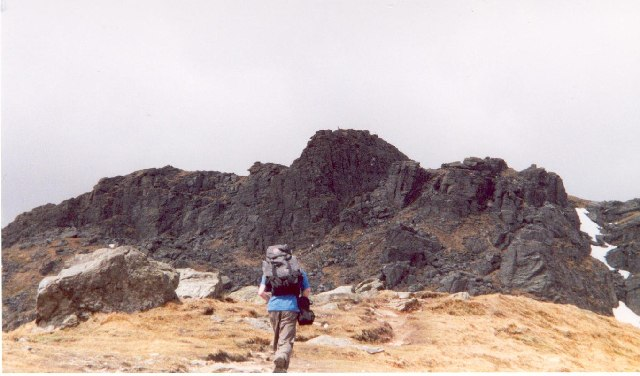
The Spearhead auf dem Südostgrat des Beinn Narnain

Wie auch die übrigen Berge der Arrochar Alps, deren bekanntester Gipfel der dem Beinn Narnain südwestlich benachbarte, auch als The Cobbler bezeichnete Ben Arthur ist, ist der Beinn Narnain ein ausgeprägt felsiger Berg. Er besitzt einen breiten, felsdurchsetzten Gipfelaufbau, was ihn wie auch die anderen Berge der Arrochar Alps aufgrund der guten Erreichbarkeit über die West Highland Line bereits früh zu einem beliebten Ziel von Bergsteigern aus Glasgow machte. Klettermöglichkeiten bestehen vor allem im Bereich der Spearhead Buttress, einer markanten Felsspitze auf dem Südostgrat des Beinn Narnain.
Es sind verschiedene Zustiege möglich. Oft wird der Beinn Narnain von Bergwanderern in Kombination mit dem Ben Arthur bestiegen, mit dem er wie auch der westlich liegende Beinn Ìme über den Bealach a’ Mhaim, einen Bergsattel westlich des Gipfels, verbunden ist. Von dort ist der Zustieg über die Westseite möglich. Zugang zum Bealach a’ Mhaim besteht von Succoth, einer kleinen Ortschaft am Nordende von Loch Long. Von Succoth kann der Beinn Narnain auch direkt über den felsigen Südostgrat bestiegen werden, dieser Zustieg führt über den Vorgipfel Cruach nam Miseag und vorbei an der Spearhead Buttress.